# Crematogaster ensifera
Crematogaster ensifera är en myrart som beskrevs av Auguste-Henri Forel 1910. Crematogaster ensifera ingår i släktet Crematogaster och familjen myror. Inga underarter finns listade i Catalogue of Life.

## Bildgalleri

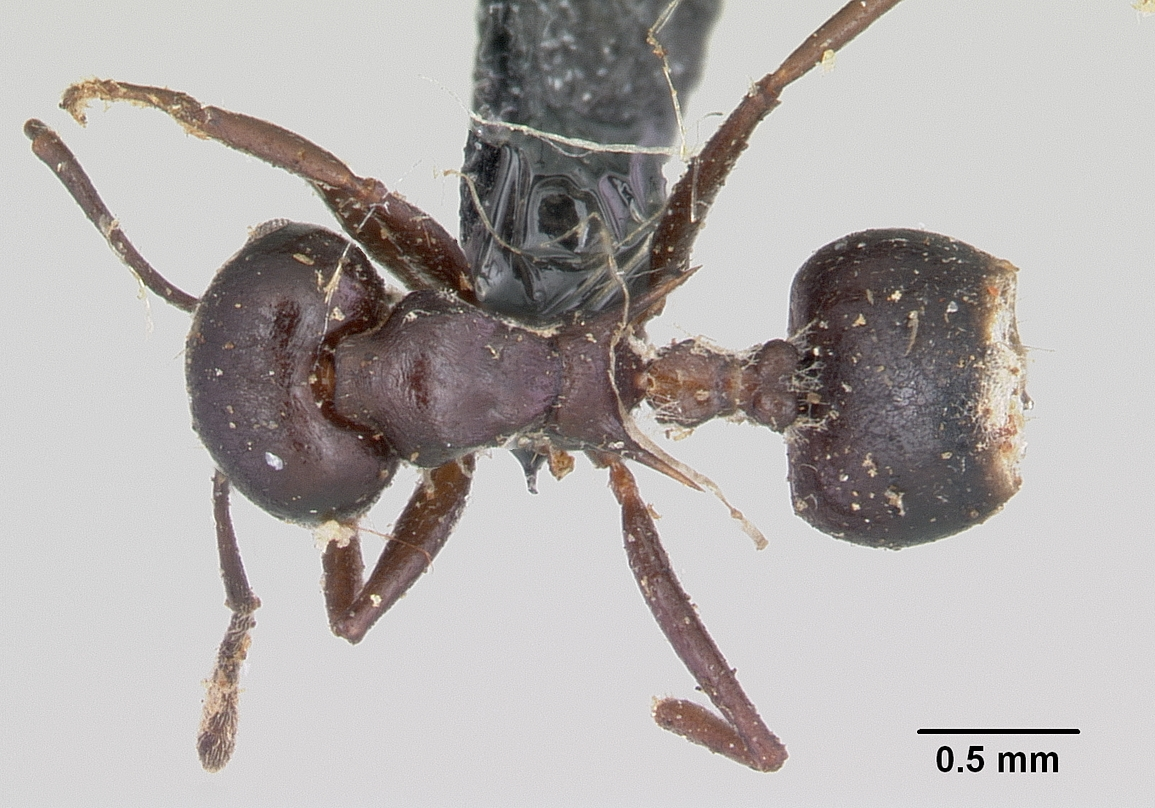
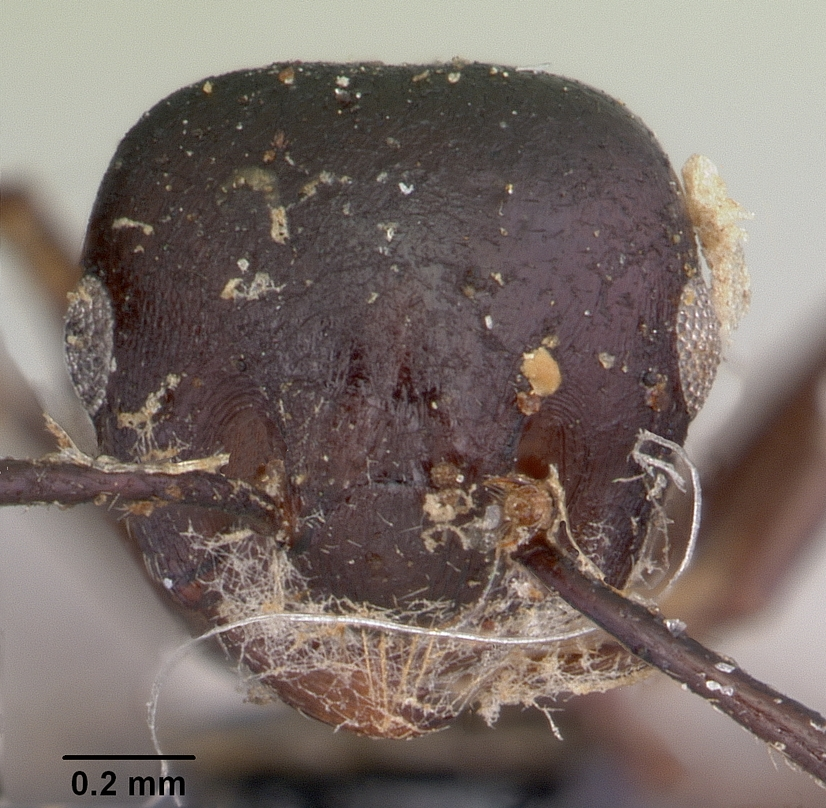
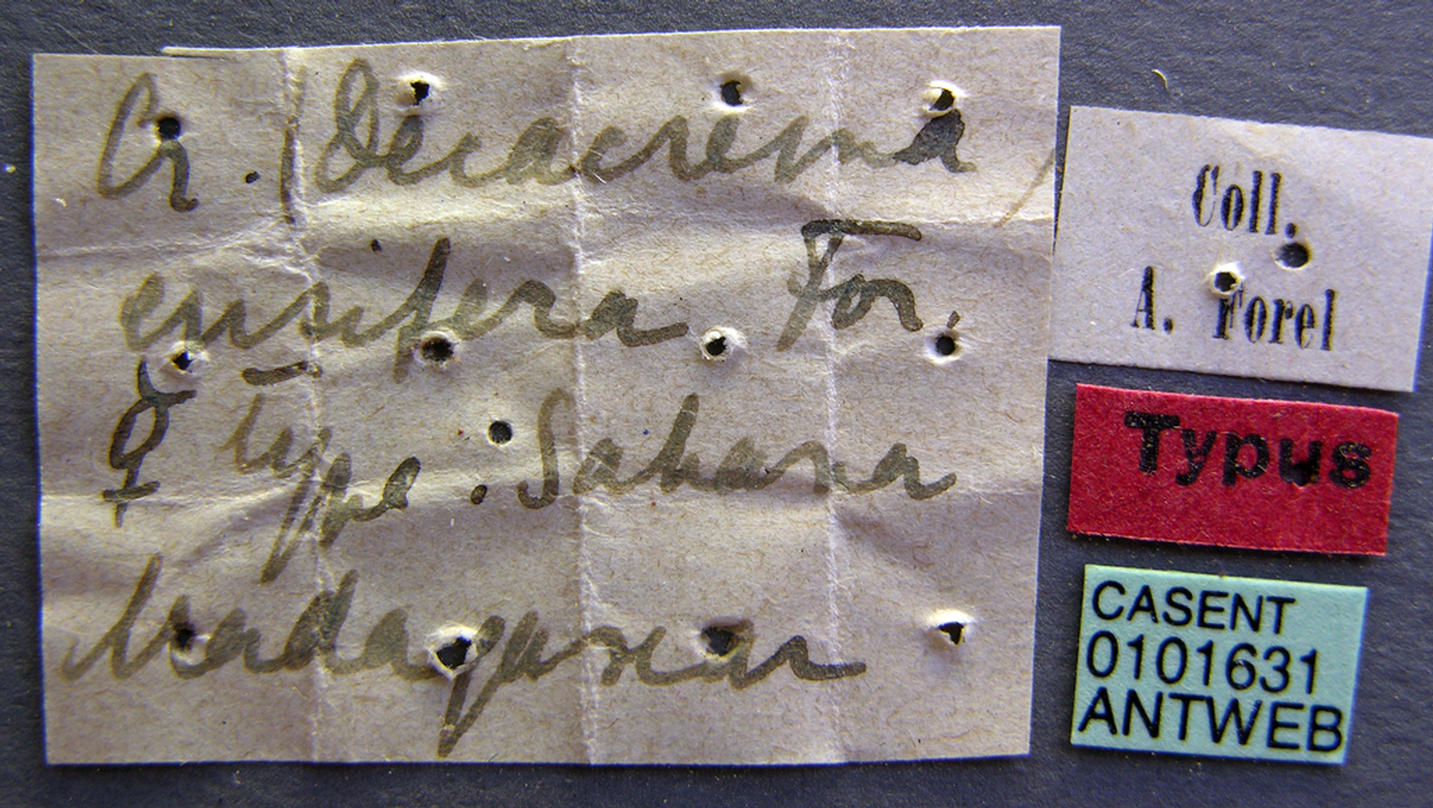
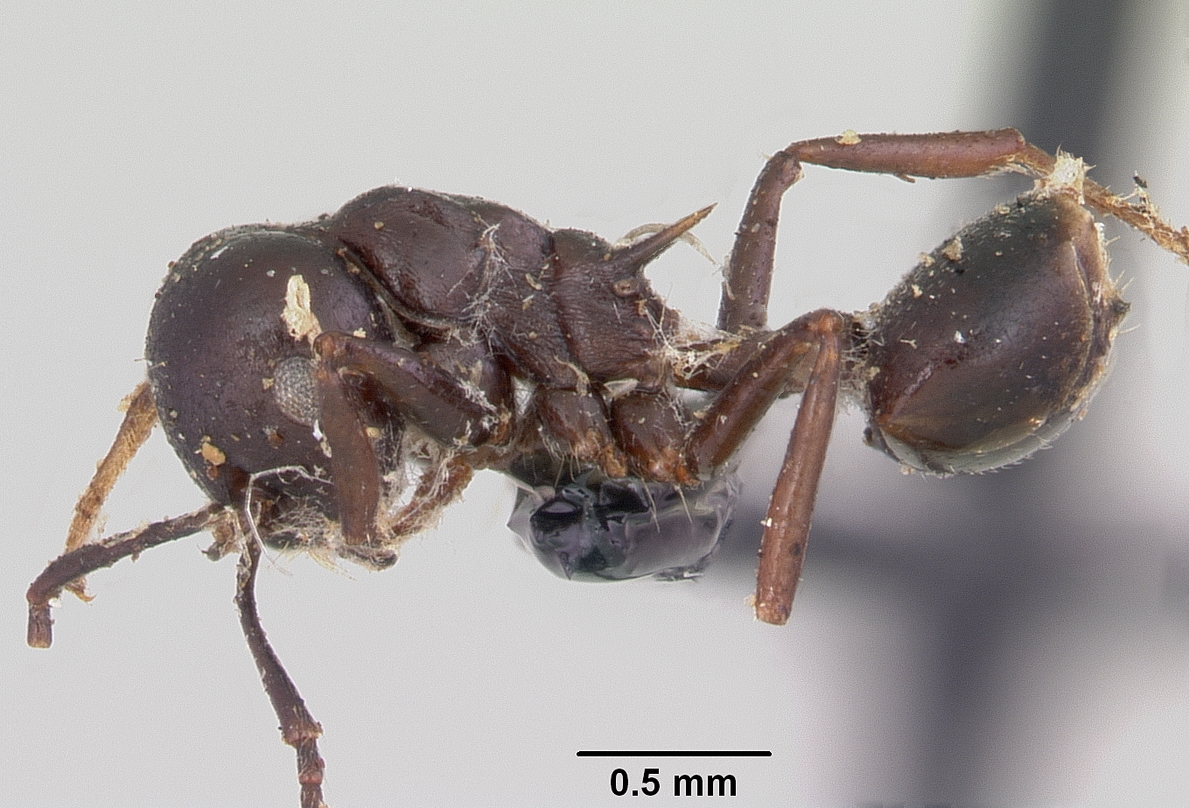
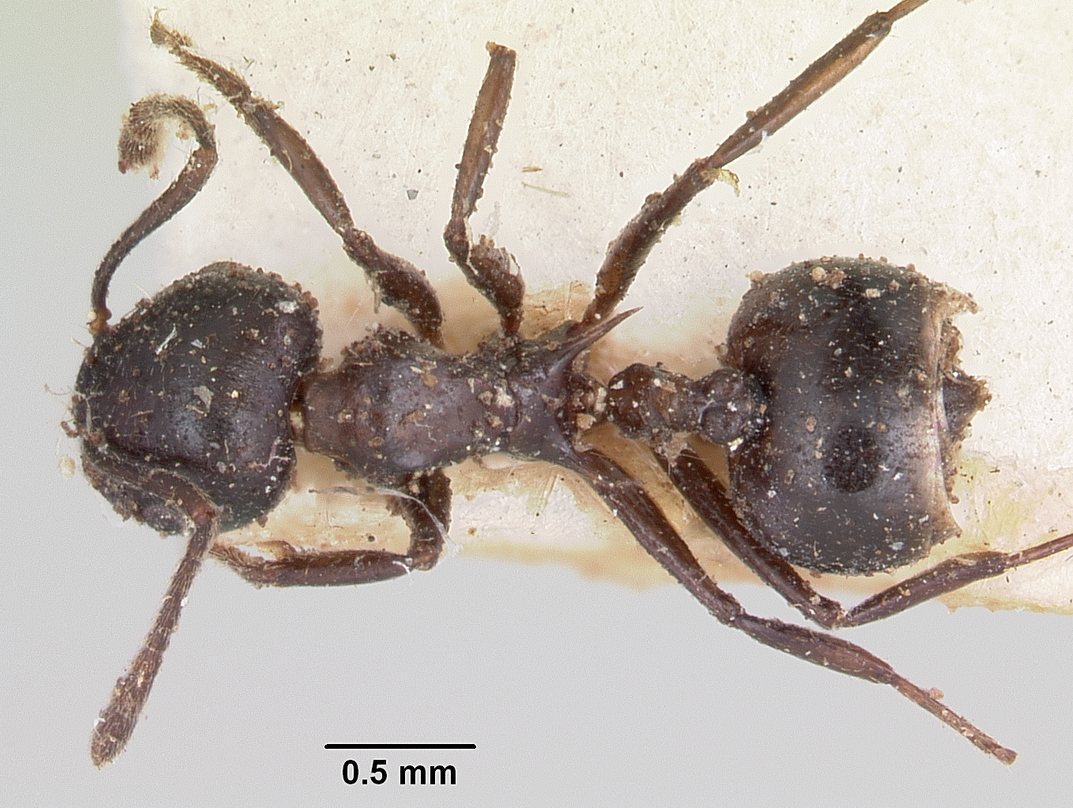
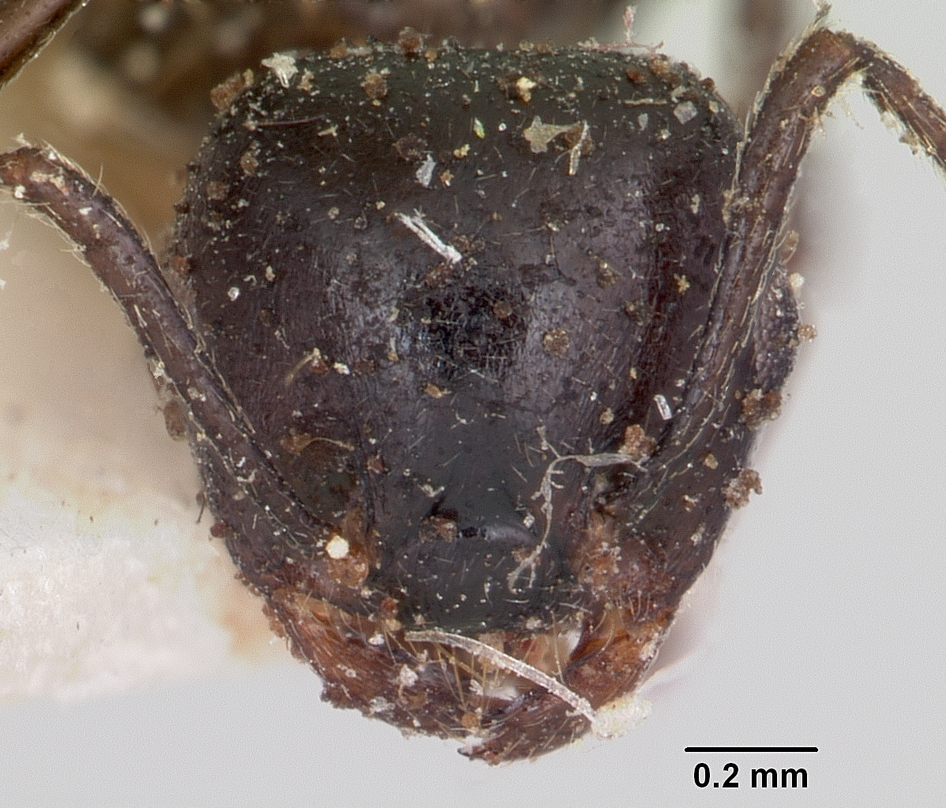